# بیل اسمیترویچ
بیل اسمیترویچ (به انگلیسی: Bill Smitrovich) (زاده ۱۶ مهٔ ۱۹۴۷)، بازیگر آمریکایی است.
از فیلم‌های معروف او می‌توان به بازی در فیلم‌های مرد نوامبر، سیزده روز، شلپ شلوپ، اثر ماشه، یاغی‌ها و بازی زندگی آن‌ها اشاره کرد.